# Vyšehrad (Ukrajina)
Vyšehrad (ukrajinsky Вишеград) je bývalá česká obec, dnes již čistě ukrajinská, v Bučském rajónu na střední Ukrajině. Obec má 16 obyvatel a rozhlohu 0,12 km². Centrum obce se nachází přibližně 5 kilometrů od centra vesnické komunity Makariv a přibližně 40 kilometrů od Kyjeva.

## Historie obce
Na území obce zde nejdříve založili kolonii němečtí přistěhovalci, kteří zde vybudovali obec a chovali zde dobytek. Po zrušení nevolnictví v Rusku němci prodali své pozemky Čechům, kteří se zde mezi lety 1865 až 1867 usadili a pojmenovali toto uzemí Česká osada. Češi zde pěstovali a prodávali chmel.
V roce 1901 se zde začalo, díky usílí Jaroslava Veselého, učit česky, jelikož ve vedlejší vesnici zakázali vyučovat češtinu pro malý zájem. Před výstavbou školy se učilo v sušárně na chmel a vyučoval zde Jaroslav Bouček, který také přejmenoval obec na Vyšehrad. V roce 1925 se podařilo pod obec sjednotit několik českých kolonií, a to Marjanivka, Oleksijivskyj chutir a Miškova puda.
V roce 1937 byla česká škola uzavřena a sám Jaroslav Bouček byl odsouzen a poslán do gulagu, kde později zemřel. Obec byla součástí ukrajinského hladomoru a během druhé světové války zde čeští obyvatelé pomáhali sovětským partyzánům.
Po druhé světové válce se zde dochovalo pár českých domů a vztyčil se zde památník pro oběti sovětských a nacistických respresí. Dnes již v obci žijí čistě Ukrajinci.